# Придатко-Долін Василь Іванович
Василь Придатко (Придатко-Долін Василь Іванович) — український зоолог, еколог, митець. Кандидат біологічних наук, старший спеціаліст із проектів Міжнародної асоціації «Український центр менеджменту землі і ресурсів — УЦМЗР» (2001, і до сьогодні); керівник групи з біотично орієнтованих геоінформаційних систем — BioModel; доцент Національного університету біоресурсів та природокористування України — НУБіП (2007—2009, 2013), старший науковий співробітник Інституту навколишнього середовища при Раді національної безпеки і оборони України (1999—2001), голова Департаменту збереження землі та біорізноманіття Міністерства охорони навколишнього природного середовища України (1993—1999) (за сайтом biomidel.info).

## Навчання, кваліфікація
Розпочинав наукову кар'єру як науковець у заповіднику «Острів Врангеля» [Острови Врангеля та Геральд]. Брав участь у багатьох наукових експедиціях в різних районах Арктики (1978—1992). Кваліфікацію магістра біології (зоології) отримав у Київському національному університеті імені Тараса Шевченка, Україна. Дисертацію на здобуття ступеня кандидата біологічних наук захистив 1986 року на спецраді при Інституті зоології імені І. І. Шмальгаузена НАН України (Київ), провідною установою був Московський державний університет ім. М. В. Ломоносова. Покращував професійні навички у Великій Британії, Канаді, Австралії, у 26 країнах світу (за даними з).

## ГІС-моделювання та глобальні кліматичні зміни
Один з організаторів великого вебпроекту «біомодел», деталі про групу викладено на сайті «біомодел». Згідно з інформаційною сторінкою цього сайту, «BioModel — це група експертів з питань біотогеоінформатики (просторового моделювання стану і змін біотичного різноманіття, середовища його існування, із використанням ГІС-технологій, даних дистанційного зондування Землі (ДЗЗ)). BioModel є експертним ІТ-підрозділом Українського центру менеджменту землі та ресурсів (УЦМЗР), неурядової організації, цілі котрої давно включають використання ДЗЗ, цифрової картографії, ГІС та інших ІТ-рішень й моделювання — для підтримки управління природними ресурсами і територіями у приватному й суспільному секторах, в Україні та за її межами.»
Василь Іванович увів в обіг термін біотогеоінформатика.

## Зоологія та участь у роботі Теріологічної школи
Василь Іванович — автор низки узагальнень щодо стану фауни та стану досліджень. Серед інших відомими його дослідженнями стали:
- «Біорізноманіття і біоресурси України: огляд SoE-публікацій (1992—1998 рр.), переоцінка трендів і тенденцій (1966—1999 рр.)» (2000);
- «Про масштаби історичного й очікуваного розповсюдження ссавців у Східній Євразії за моделлю EEBIO (GLOBIO)» (2010, спільно з Г. Коломицевим та В. Макаренко)

## Василь Придатко— митець
Відомими є цикли його художніх творів, присвячених Арктиці, Майдану тощо.
Велика добірка творів автора представлена на його тематичному сайті «Моя Арктика».
В мережі є й сайти зі сторінками, що вміщують вірші автора.
В журналі «Фокус» 2017 року було опубліковано нарис Олени Струк про Василя Придатка: «Полярний пейзаж. Людина-острів» з підзаголовком «Як художник став біологом, поїхав до Арктики за фарбами, зустрів там птахів і почав рисувати мапи». Серед інших цікавих фактів, у репортажі згадано, що: «за щасливим збігом обставин, попутно, він вперше знайшов на тих островах оливкового дрозда, синьохвістку та метелика торфовищного жовтобрюха, і був причетний до відкриття, там же, сірого юнко, миртового співуна, перетинчастопальцевого побережника, біловінцевої зонотріхії, побережника Берда, синьошийки, щеврика червоногрудого, хрустана, плиски жовтої, даурської ластівки; а також підтвердив перебування тонкодзьобої кайри, великої і малої конюги та ін. Тоді, у 1978, на м. Блоссом, вперше з часів усіх досліджень в Арктиці, нарахував до шести тисяч мартинів Росса…»

## Наукові праці
Є автором понад 160 наукових публікацій, автором та співавтором 5 монографій і навчальних посібників, конструктором-розробником десятків геоінформаційних систем, індикаторів та індексів, сотень географічних карт.
- Придатко В. І. Біорізноманіття і біоресурси України: огляд SoE-публікацій (1992—1998 рр.), переоцінка трендів і тенденцій (1966—1999 рр.) // Довкілля і ресурси: наукові проблеми. Збірник праць Українського інституту досліджень навколишнього середовища і ресурсів. — Київ: УІДНСР, 2000. — С. 194—215.
- Придатко В. І., Штепа Ю. М. Принципово нові можливості для формування екомережі в Україні у зв'язку з появою досвіду цільової обробки та інкорпорації космознімків в ГІС[недоступне посилання з червня 2019] // ISSN 1561-8889. Космічна наука і технологія. 2002. Т. 8. № 2/3. С. 59–65.
- Бурда Р. I., Придатко В. І. Стан видів: чужорідні й інвазійні види (рослини). Стан видів: чужорідні види на території заповідників (рослини) // Агробіорізноманіття України: теорія, методологія, індикатори, приклади / Під ред. О. О. Созінова, В. І. Придатка. — Київ: Нічлава, 2005. — Кн. 1. — С. 271—286. — ISBN 966-7317-95-1.
- Созінов О. О., Придатко В. І., Бурда Р. I., Тараріко О. Г., Кучер О. О. Про найважливіші показники та кількісно-якісні властивості мега-агроекосистеми (агросфери) України // Агробіорізноманіття України: теорія, методологія, індикатори, приклади. Кн. 2. / Під ред. О. О. Созінова, В. І. Придатка, О. І. Лисенка. — Київ: Нічлава. — 2005. — C. 17–29. ISBN 966-8939-01-8.
- Придатко В. І., Бурда Р. І., Коломицев Г. О., Чумаченко С. М. Ландшафтна екологія: навчально-методичний посібник з моделювання біорізноманіття, урахування впливів на нього (для освітніх цілей національного та регіонального рівнів). — Київ: Національний аграрний університет, 2008. — 167 с.
- Придатко В., Коломицев Г., Макаренко В. Про масштаби історичного й очікуваного розповсюдження ссавців у Східній Євразії за моделлю EEBIO (GLOBIO) // Праці Теріологічної школи. 2010. Випуск 10 (Моніторинг теріофауни). С. 40–46.